# Ciclul Diesel
În termodinamică, ciclul Diesel este un ciclu termodinamic al unui motor cu ardere internă, (în patru timpi), a cărui diagramă constă dintr-o izobară, o izocoră și două adiabate. 
Pe baza acestuia funcționează motorul Diesel care a fost inventat de Rudolf Diesel în 1893.

## Cei patru timpi ai ciclului Diesel
| Timpii                 | Supapele     | Supapele      | Pistonul                               | Volum gaz | Presiune gaz                       | Alte procese                                          | Imagine |
| Timpii                 | - de admisie | - de evacuare | Pistonul                               | Volum gaz | Presiune gaz                       | Alte procese                                          | Imagine |
| Admisia                | deschisă     | închisă       | {\displaystyle PMI\longrightarrow PME} | crește    | Se creează depresiune în cilindru. |                                                       |         |
| Compresia              | inchisa      | închisă       | {\displaystyle PME\longrightarrow PMI} | scade     | crește                             | Temperatura crește datorită creșterii presiunii       |         |
| Arderea și destinderea | închisă      | închisă       | {\displaystyle PMI\longrightarrow PME} |           | constantă                          | Se inițiază injecția. Arde amestecul aer-combustibil. |         |
| Evacuarea              | închisă      | deschisă      | {\displaystyle PME\longrightarrow PMI} |           |                                    | Gazele arse sunt evacuate.                            |         |